# Barinkai Oszkár
Barinkai Oszkár (Budapest, 1915. január 20. – Budapest, 1988. április 30.) könyvkötő, politikus. 

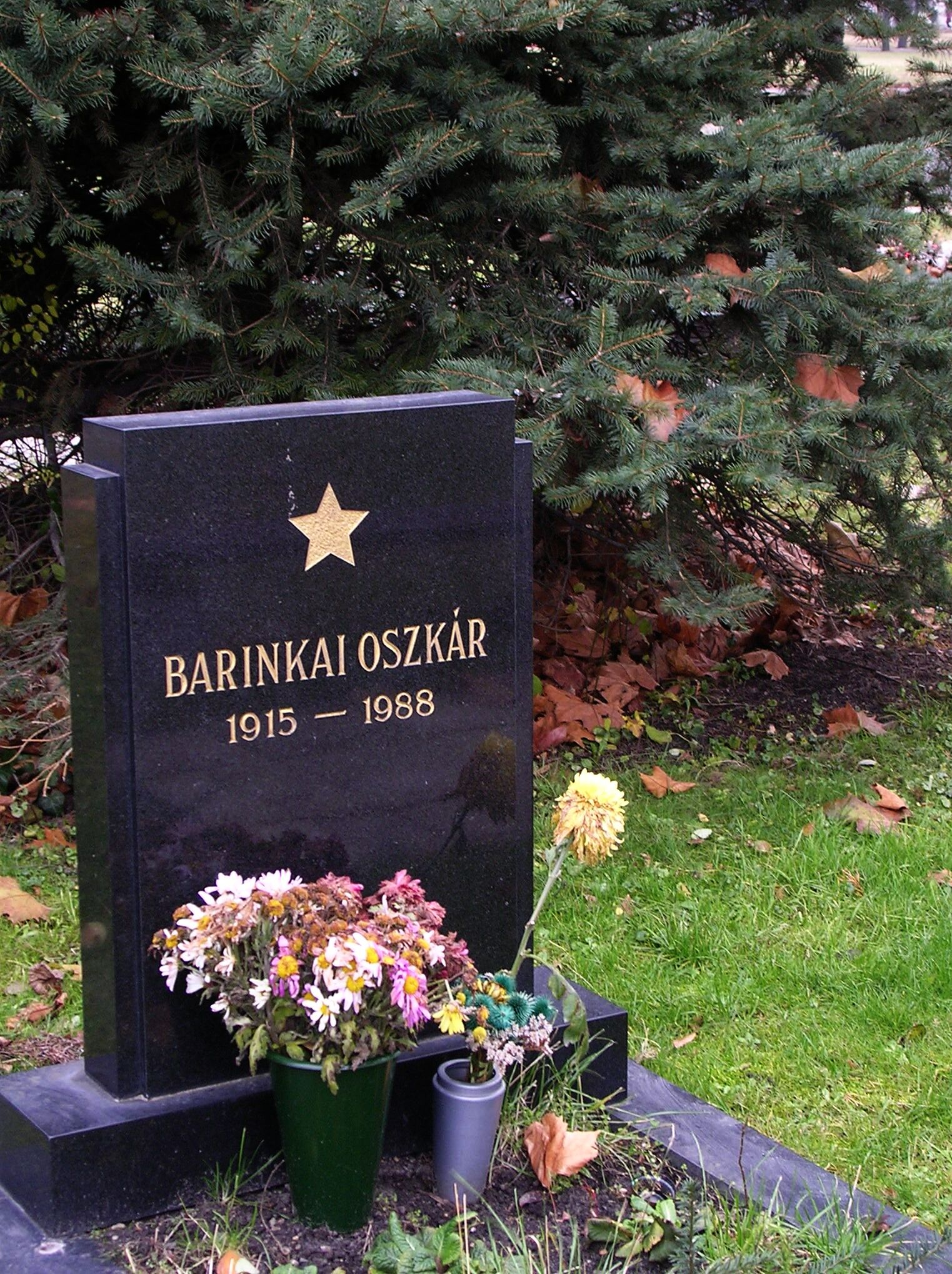
Sírja a Fiumei úti sírkertben (12-1-40).

## Élete
Apja nyomdász volt. Édesanyja, – aki könyvkötőként dolgozott – egyedül nevelte. Ő is kitanulta a könyvkötő szakmát és már inasévei alatt, 1929-től részt vett a munkásmozgalomban. 1932-ben belépett a Magyarországi Szociáldemokrata Pártba. 1935-től a Könyvkötők Szakszervezetének vezetőségi tagja lett, majd alelnöknek választották. Rövid ideig Csehszlovákiában, majd Ausztriában élt. Hazatérése után katonai szolgálatra hívták be, azonban a keleti fronton szerzett súlyos sérülése miatt 1941-ben leszerelték. 1944-ben részt vett az ellenállási mozgalomban. Munkásmozgalmi vezetőket, üldözötteket bújtatott, és részükre a nyomdában – ahol ekkoriban dolgozott – hamis iratokat készített. Későbbi feleségével háborúellenes feliratokat festett. 1945-től a Tolnai Nyomda kommunista pártszervezetének titkára lett. 1948 és 1956 között az Magyar Dolgozók Pártja Budapesti Bizottságának alosztályvezetője, majd 1957–62-ben az MSZMP Budapest VII. kerületi Bizottságának első titkára volt. 1962-től 1985-ig tagja volt az MSZMP Központi Ellenőrző Bizottságának, 1962–70 között titkárként. A párt X. kongresszusa előtt (1970) a Központi Népi Ellenőrzési Bizottság elnökhelyettesének választották, 1976-ban nyugalomba vonult. Tagja volt a Magyar–Szovjet Baráti Társaságnak, amelynek agitációs és propaganda bizottságának elnöki tisztségét is betöltötte.
A Fiumei úti sírkert Munkásmozgalmi Panteon sírkertjében temették el.

## Díjai, elismerései
- Magyar Népköztársasági Érdemérem arany fokozata (1950)
- Munka Érdemrend (1954)
- Magyar Szabadság Érdemrend ezüst fokozata (1957)
- Munka Érdemrend arany fokozata (1965; 1970)
- A Munka Vörös Zászló Érdemrendje (1975)
- A Magyar Népköztársaság Zászlórendje (1985)[4]